# Callum Watson
Callum Watson (* 6. Oktober 1989 in Sydney) ist ein ehemaliger australischer Skilangläufer.

## Werdegang
Watson nahm von 2004 bis 2019 am Australia/New Zealand Cup teil. Dabei holte er sieben Siege und gewann 2010, 2011 und 2012 die Gesamtwertung. 2013, 2015, 2017 und 2018 wurde er Zweiter in der Gesamtwertung. Sein erstes von insgesamt 86 Weltcuprennen lief er im Dezember 2008 in Davos, welches er mit dem 78. Platz über 15 km klassisch beendete. Bei den Nordischen Skiweltmeisterschaften 2009 in Liberec holte er den 51. Rang im 50-km-Massenstartrennen. Die Tour de Ski 2010/11 beendete er auf dem 36. Platz. Seine besten Ergebnisse bei den Nordischen Skiweltmeisterschaften 2011 in Oslo waren der 66. Platz über 15 km klassisch und der 16. Rang mit der Staffel. Bei den Nordischen Skiweltmeisterschaften 2013 in Val di Fiemme belegte er den 67. Platz im Skiathlon und den 72. Platz über 15 km Freistil. Seine besten Platzierungen bei den Olympischen Winterspielen 2014 in Sotschi waren der 60. Platz im Skiathlon und der 21. Rang im Teamsprint. Bei den Nordischen Skiweltmeisterschaften 2015 in Falun kam er auf den 72. Platz über 15 km Freistil. Im Februar 2017 kam er bei den nordischen Skiweltmeisterschaften in Lahti auf den 69. Platz im Sprint und erreichte in Pyeongchang mit dem 31. Platz im Skiathlon seine beste Platzierung im Weltcupeinzel. Seine besten Resultate bei den Olympischen Winterspielen 2018 in Pyeongchang waren jeweils der 58. Platz im 50-km-Massenstartrennen und im Skiathlon und der 25. Platz zusammen mit Phillip Bellingham im Teamsprint.

## Siege bei Continental-Cup-Rennen
| Nr. | Datum           | Ort             | Disziplin        | Serie                     |
| --- | --------------- | --------------- | ---------------- | ------------------------- |
| 1.  | 23. Juli 2011   | Falls Creek     | Sprint klassisch | Australia/New Zealand Cup |
| 2.  | 24. Juli 2011   | Falls Creek     | 10 km Freistil   | Australia/New Zealand Cup |
| 3.  | 20. August 2011 | Perisher Valley | Sprint Freistil  | Australia/New Zealand Cup |
| 4.  | 29. Juli 2012   | Perisher Valley | 10 km klassisch  | Australia/New Zealand Cup |
| 5.  | 28. Juli 2013   | Falls Creek     | 10 km klassisch  | Australia/New Zealand Cup |
| 6.  | 26. Juli 2015   | Perisher Valley | 10 km klassisch  | Australia/New Zealand Cup |
| 7.  | 22. Juli 2018   | Perisher Valley | 15 km Freistil   | Australia/New Zealand Cup |

## Teilnahmen an Weltmeisterschaften und Olympischen Winterspielen

### Olympische Spiele
- 2014 Sotschi: 21. Platz Teamsprint klassisch, 59. Platz 30 km Skiathlon, 75. Platz 15 km klassisch, 85. Platz Sprint Freistil
- 2018 Pyeongchang: 25. Platz Teamsprint Freistil, 58. Platz 50 km klassisch Massenstart, 30. Platz 30 km Skiathlon, 70. Platz 15 km Freistil

### Nordische Skiweltmeisterschaften
- 2009 Liberec: 13. Platz Staffel, 51. Platz 50 km Freistil Massenstart, 68. Platz 15 km klassisch
- 2011 Oslo: 16. Platz Staffel, 19. Platz Teamsprint klassisch, 66. Platz 15 km klassisch, 66. Platz 50 km Freistil Massenstart
- 2013 Val di Fiemme: 25. Platz Teamsprint Freistil, 67. Platz 30 km Skiathlon, 72. Platz 15 km Freistil
- 2015 Falun: 72. Platz 15 km Freistil
- 2017 Lahti: 69. Platz Sprint Freistil